# 布萊克哈特 (新墨西哥州)
布萊克哈特（英語：Black Hat）是位於美國新墨西哥州麥金萊縣的普查規定居民點。

## 人口
根據2020年美國人口普查的數據，布萊克哈特的面積為2.70平方千米，皆為陸地。當地共有人口12人，而人口密度為每平方千米4.44人。